# 魏定国
魏 定国（ぎ ていこく）は、中国の小説で四大奇書の一つである『水滸伝』の登場人物。

## キャラクター概要
地猛星の生まれ変わりで、梁山泊第四十五位の好漢。渾名は神火将（しんかしょう）で、火攻めを得意としたことに由来。
水攻めを得意とする聖水将軍・単廷珪と常にペアで行動する。単廷珪の黒い鎧に対して、魏定国は赤い鎧、赤銅の槍、赤馬に騎乗し、赤い装束の部隊を率いた（五行思想においては、赤は火を、黒は水を表す）。

## 物語中での活躍
元は凌州の団練使。北京が梁山泊に滅ぼされたことにより、朝廷から梁山泊討伐の勅命を受けるが、先に関勝率いる梁山泊軍が攻めて来た。魏定国と単廷珪は、関勝と古い知り合いであり、説得を受けたが聞き入れずそのまま戦いになる。緒戦で副将の宣贊・郝思文を生け捕るが、李逵、鮑旭らに奪い返される。その後、単廷珪は投降し、城も奪われて中陵県で抵抗するが、投降した単廷珪と関勝に再び説得されると、ついに降伏し梁山泊入りする。
入山後は、馬軍小彪将兼斥候となり、秦明の副将として単廷珪とともに行動をする。朝廷招安後も、各地で戦いに参戦を果たす。方臘討伐戦において、歙州攻めで敵の計略により、開いていた城門を単廷珪と駆け抜けたところで落とし穴に落ちてともに命を落とした。
| スタブアイコン | サブスタブ | この項目は、まだ閲覧者の調べものの参照としては役立たない、文学に関連した書きかけの項目です。この項目を加筆・訂正などしてくださる協力者を求めています（P:文学、PJ:ライトノベル）。項目が小説家・作家の場合には{Writer-substub}を、文学作品以外の本・雑誌の場合には{Book-substub}を貼り付けてください。 |